# Zhang Yuzhe
| Odkryte planetoidy: 1 | Odkryte planetoidy: 1 | Odkryte planetoidy: 1 |
| --------------------- | --------------------- | --------------------- |
| (3789) Zhongguo       | 25 października 1928  | jako "Y.C. Chang"     |
| 1.                    |                       |                       |

Zhang Yuzhe lub Yu-Che Chang (chin. upr.: 张钰哲, chin. trad.: 張鈺哲; pinyin: Zhang Yùzhé, Wade-Giles: Chang Yu-che) (ur. 16 lutego 1902, zm. 21 lipca 1986) – chiński astronom, powszechnie uważany za ojca współczesnej chińskiej astronomii.

## Życiorys
Urodził się w powiecie Minhou w prowincji Fujian. W 1919 rozpoczął studia na Uniwersytecie Tsinghua, które ukończył w 1923. W tym samym roku wyjechał do Stanów Zjednoczonych, a w 1925 wstąpił na University of Chicago, gdzie uzyskał doktorat w 1929.
W tym samym roku wrócił do Chin i podjął pracę jako wykładowca w National Central University. Od 1941 do 1950 kierował Instytutem Astronomii na National Central University.
Od 1946 do 1948 ponownie przebywał w Stanach Zjednoczonych, gdzie zajmował się badaniami widm gwiazd zmiennych zaćmieniowych.
Przez wiele lat - od 1950 do 1984 - był dyrektorem Obserwatorium Astronomicznego Zijinshan, uznawanego za kolebkę nowoczesnej astronomii chińskiej. 
Od 1955 był członkiem Chińskiej Akademii Nauk, przez pierwsze 2 lata jako reprezentant prowincji Fujian w jednym z czterech pierwszych powołanych wtedy wydziałów – Wydziału Matematyki i Fizyki.

## Badania naukowe i odkrycia
Podczas studiów w Chicago, w 1928 odkrył planetoidę, która otrzymała tymczasowe oznaczenie 1928 UF, a później numer 1125. Nazwał ją "China" (Chiny) czyli "中華" (Zhōnghuá) dla uczczenia faktu, że była to pierwsza planetoida odkryta przez Chińczyka. Jednak planetoida ta została zagubiona, to znaczy, że nie zaobserwowano jej poza wstępnymi obserwacjami i precyzyjne obliczenie parametrów jej orbity było niemożliwe (zobacz: zagubione planetoidy).
W 1957 w Obserwatorium Zijinshan w Chinach odkryto nową planetoidę. Początkowo sądzono, że jest to ponownie zaobserwowany obiekt 1928 UF, jednak przypuszczenie to okazało się niesłuszne. W tej sytuacji, za zgodą Zhang Yuzhe, temu nowemu obiektowi, 1957 UN1, zostało ponownie przydzielone oficjalne oznaczenie (1125) China – w miejsce utraconego 1928 UF.
Jednak w 1986 nowo odkryty obiekt 1986 QK1 okazał się ponownie odkrytą planetoidą, pierwotnie oznaczoną jako 1928 UF, i obiekt ten został nazwany (3789) Zhongguo. (Zhang Yuzhe jest odnotowany przez Minor Planet Center jako odkrywca planetoidy (3789) Zhongguo pod nazwiskiem zapisanym w angielskiej transkrypcji Wade’a i Gilesa – jako Y.C. Chang.)
Przez wiele lat Zhang Yuzhe intensywnie zajmował się obserwacjami oraz obliczeniami orbit planetoid i komet. Dzięki temu w Obserwatorium Zijinshan zostało odkrytych wiele planetoid, jak również trzy nowe komety: dwie okresowe: 60P/Tsuchinshan (Tsuchinshan 2) i 62P/Tsuchinshan (Tsuchinshan 1) oraz jedna jednopojawieniowa, C/1977 V1.
Zajmował się też badaniem krzywych zmian jasności planetoid, wyznaczając okresy ich rotacji, a także badał gwiazdę zmienną CZ Cassiopeiae oraz ewolucję orbity komety Halleya.

## Nagrody i wyróżnienia
W sierpniu 1978 roku planetoida (2051) Chang została nazwana jego imieniem. Na jego cześć nazwano także krater księżycowy Zhang Yuzhe.